# Darkó László
Darkó László (Torda, 1924. május 22. – Kolozsvár, 1970. február 13.) magyar művészettörténész, festő és restaurátor.

## Életpályája
Régészeti, művészettörténeti és francia-német szakos tanulmányait a kolozsvári Ferenc József, ill. 1945-től a Bolyai Tudományegyetemen végezte. Festészetet magánúton Gáll Ferenctől tanult. 1948-ban művészettörténeti doktorátust szerzett A tájképfestészet korszakai című értekezésével. Két ízben is hosszabb tanulmányúton volt Dániában. Művészeti évfordulókra írt megemlékezései (Manet-ről, Paál Lászlóról, Gustave Courbet-ról, Delacroix-ról) és időszerű művészeti kérdésekről írott kisesszéi, valamint úti jegyzetei az Utunkban jelentek meg (1958–67). Festői pályafutása mellett (főleg arc- és tájképeket festett) számottevő restaurátori tevékenysége. A kolozsvári Szent Mihály-templom helyreállításakor előbukkant falfestmény-töredékek feltárásáról és megőrzéséről a Kelemen Lajos Emlékkönyvben számolt be (1957); részt vett a nagyváradi püspöki palota (ún. Barokk Palota) falfestményeinek helyreállításában (1969).